# Aedes scutellalbum
Aedes scutellalbum är en tvåvingeart som beskrevs av Boshell-manrique 1939. Aedes scutellalbum ingår i släktet Aedes och familjen stickmyggor.
Artens utbredningsområde är Colombia. Inga underarter finns listade i Catalogue of Life.